# Čona
Čona (rusky Чона) je řeka v Irkutské oblasti a Jakutské republice v Rusku. Je 802 km dlouhá. Povodí má rozlohu 40 600 km².

## Průběh toku
Řeka protéká Středosibiřskou vysočinou a ústí do Viljujské přehradní nádrže. Údolí dolního toku je v délce 170 km zatopeno. Je to pravý přítok Viljuje (povodí Leny). V údolí Čony se střídají zúžené a rozšířené úseky, řeka má mnoho peřejí, lze ji proto splavovat pouze po raftech. Podél řeky nejsou žádné stálé osady.

## Vodní režim
Zdroj vody je sněhový a dešťový. Průměrný roční průtok vody činí 125 m³/s. Zamrzá v říjnu a rozmrzá v květnu.